# Napp, Norge
Napp är ett fiskeläge och en tidigare tätort i Flakstads kommun i Nordland fylke i norra Norge. Orten ligger vid Europaväg 10, på den nordöstra delen av ön Flakstadøya.
Sedan 2018 räknas orten inte längre som en tätort.